# (73200) 2002 JP13
(73200) 2002 JP13 este un asteroid din centura principală, descoperit pe 6 mai 2002 de Spacewatch.